# Heli Finkenzeller

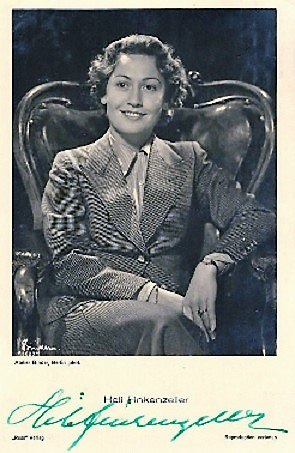
Heli Finkenzeller (um 1928)

Heli Finkenzeller, eigentlich Helene Finkenzeller (* 17. November 1911 in München; † 14. Januar 1991 ebenda), war eine deutsche Bühnen- und Filmschauspielerin, deren große Erfolge hauptsächlich auf volkstümlichen Komödien basierten.

## Leben

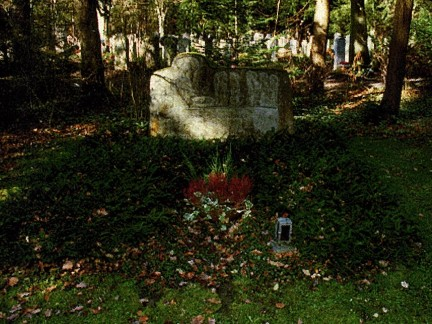
Grabstätte von Heli Finkenzeller

Heli Finkenzeller war die Tochter eines Münchner Büroausstatters und begann zunächst eine Ausbildung zur Opernsängerin, ehe sie sich der Schauspielerei zuwandte. Sie besuchte erst das Konservatorium und nahm ab 1933 bei Otto Falckenberg in ihrer Heimatstadt München Schauspielunterricht und trat an den Münchner Kammerspielen auf. 1935 war sie dann erstmals im Kino zu sehen, in der Filmkomödie Ehestreik als Frau des von Hermann Erhardt gespielten Bürgermeisters. Mit den Filmen Der Mustergatte (1937), Opernball (1939), verfilmt von Géza von Bolváry nach der gleichnamigen Operette von Richard Heuberger, Kohlhiesels Töchter (1943) in der Doppelrolle als Veronika und Annamirl Kohlhöfer und vor allem dem Filmschwank Das Bad auf der Tenne (1943), in dem sie an der Seite ihres Ehemanns Will Dohm spielte, wurde sie einem größeren Publikum bekannt. Finkenzeller stand 1944 in der Gottbegnadeten-Liste des Reichsministeriums für Volksaufklärung und Propaganda.
Nach dem Zweiten Weltkrieg setzte Heli Finkenzeller oftmals in mütterlichen Rollen ihre Filmkarriere fort. So spielte sie an der Seite von Heinz Rühmann in der Familienkomödie Briefträger Müller (1953) und in dem verfilmten Buch-Klassiker von Erich Kästner Emil und die Detektive aus dem Jahr 1954. In dem in Holland entstandenen Filmdrama Ciske – ein Kind braucht Liebe (1955), einer preisgekrönten Romanverfilmung von Wolfgang Staudte, verkörperte sie die Rolle der Tante Jans. Eine tragende Rolle spielte sie auch in dem Filmdrama Suchkind 312 (1955), einer Verfilmung nach einem Roman von Hans-Ulrich Horster. 1956 wirkte Finkenzeller in der Filmkomödie Der erste Frühlingstag von Helmut Weiss mit, in der unter anderem Luise Ullrich, Paul Dahlke, Ingeborg Schöner, Matthias Fuchs und Angelika Meissner ihre Filmpartner waren.
Auf der Bühne war sie unter anderem im Musical Gigi am Theater des Westens in Berlin zu sehen. Mit Sprech- und Gesangsaufnahmen ist sie auch auf Schallplatten zu hören. Seit 1965 trat der ehemalige UFA-Star dann in zahlreichen Fernsehserien auf, darunter Unser Pauker (1965), Meine Schwiegersöhne und ich (1969), Der Kommissar (1974), Das Traumschiff (1981 + 1990), Der Gerichtsvollzieher (1981) und schließlich drei Jahre vor ihrem Tod noch in Lorentz & Söhne.
Heli Finkenzeller war mit dem Schauspielerkollegen Will Dohm verheiratet. Sie starb 1991 an den Folgen eines Krebsleidens und wurde auf dem Waldfriedhof München neben ihrem Ehemann Will Dohm beerdigt. Die gemeinsame Tochter des Paares ist die im deutschsprachigen Raum bekannte Schauspielerin Gaby Dohm (* 1943). Außerdem ging ein Sohn Michael Dohm aus der Ehe hervor.

## Filmografie (Auswahl)
- 1935: Ehestreik
- 1935: Königswalzer
- 1935: Der höhere Befehl
- 1936: Weiberregiment
- 1936: Boccaccio
- 1937: Gleisdreieck
- 1937: Mein Sohn, der Herr Minister
- 1937: Spiel auf der Tenne
- 1937: Der Mustergatte
- 1938: Diskretion...Ehrensache!
- 1939: Opernball
- 1939: Eine kleine Nachtmusik
- 1941: Der siebente Junge
- 1941: Alarmstufe V
- 1942: Fronttheater
- 1943: Kohlhiesels Töchter
- 1943: Das Bad auf der Tenne
- 1943: Ich werde dich auf Händen tragen
- 1945: Wo ist Herr Belling? (unvollendet)
- 1949: Hallo – Sie haben Ihre Frau vergessen
- 1949: Münchnerinnen
- 1949: 12 Herzen für Charly
- 1950: Die Frau von gestern Nacht
- 1951: Es begann um Mitternacht
- 1952: Mikosch rückt ein
- 1952: Am Brunnen vor dem Tore
- 1953: So ein Affentheater
- 1953: Briefträger Müller
- 1954: Emil und die Detektive
- 1955: Es geschah am 20. Juli
- 1955: Ciske – ein Kind braucht Liebe (Ciske de Rat)
- 1955: Suchkind 312
- 1956: Die wilde Auguste
- 1956: Der erste Frühlingstag
- 1958: Sie schreiben mit (Fernsehreihe)
- 1959: Acht Mädels im Boot
- 1959: Ein Sommer, den man nie vergißt
- 1960: Wegen Verführung Minderjähriger
- 1961: Und sowas nennt sich Leben
- 1961: Am Sonntag will mein Süßer mit mir segeln gehn
- 1961: Heute gehn wir bummeln
- 1962: So war Mama (Fernsehfilm)
- 1964: Die lustigen Weiber von Tirol
- 1965: Sie schreiben mit (Fernsehserie, Folge Die Kur)
- 1965, 1966: Unser Pauker (Fernsehserie, 20 Folgen)
- 1966: Gewagtes Spiel (Fernsehserie, Folge Der Doppelgänger)
- 1967: Das Kriminalmuseum (Fernsehserie, Folge Die rote Maske)
- 1969: Meine Schwiegersöhne und ich (Fernsehserie, 13 Folgen)
- 1971: Der Raub der Sabinerinnen (Fernsehfilm)
- 1974: Der Kommissar (Krimiserie, Folge Die Nacht mit Lansky)
- 1976: Satansbraten (von Rainer Werner Fassbinder)
- 1981: Der Gerichtsvollzieher (Fernsehserie, 6 Folgen)
- 1981: Das Traumschiff: Dominikanische Republik
- 1985: Schöne Ferien – Urlaubsgeschichten aus Kenia (Fernsehreihe)
- 1987: Das Traumschiff: Mexiko
- 1988: Lorentz & Söhne (Fernsehserie)
- 1991: Das Traumschiff: Disney World